# سان سيباستيان - فرواسار (مترو باريس)
سان سيباستيان - فرواسار (بالفرنسية: Saint-Sébastien – Froissart) هي محطة مترو تابعة لمترو باريس تقع في فرنسا في الدائرة الثالثة في باريس.[بحاجة لمصدر]